# فيروز أباد (مشيز بردسير)
فيروز أباد (بالإنجليزية: Firuzabad, Mashiz)‏ هي مستوطنة تقع في إيران في البلدة المركزية.